# Борисоглебский собор (Чернигов)
Борисогле́бский собо́р (укр. Борисоглі́бський собо́р) — недействующий православный храм в Чернигове, усыпальница князей рода Давидовичей. Был построен в XII веке и освящён во имя Святых Бориса и Глеба, впоследствии неоднократно перестраивался и видоизменялся. Послужил прообразом для Успенского собора Елецкого монастыря. С 1972 года входит в состав историко-архитектурного заповедника «Чернигов древний», памятник архитектуры национального значения.

## История

### Строительство
Согласно сохранившимся летописным источникам, собор был возведён по указу черниговского князя Давида Святославовича в период с 1120 по 1123 год (по другим данным, около 1170 года), артелью местных мастеров на фундаментах неизвестных каменных сооружений начала XI века. В 1123 году князь умер и был погребен в усыпальнице собора, что позволяет исследователям датировать постройку храма периодом с 1097 по 1115 год. По мнению архитектора Николая Холостенко, занимавшегося восстановлением храма в середине XX века, идея построить собор возникла у князя Давида в 1115 году после переноса мощей святых Бориса и Глеба в Вышгородский храм.

### Перестройки

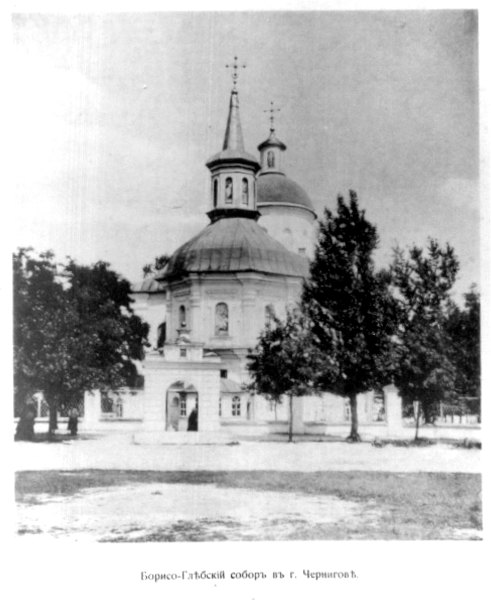
Борисоглебский собор, до 1917

Архитектурные особенности позволяют исследователям предположить, что строительство храма выполнила артель приглашённых североитальянских зодчих, которые работали в Чернигове ещё во времена Владимира Мономаха.
В годы татаро-монгольского ига собор был разграблен, утраченная кровля была восстановлена лишь во второй половине XIII века. В 1611 году храм пострадал от пожара. В период 1627—1628 годы польская шляхта перестроила собор на доминиканский костёл, старые апсиды разобрали и заменили более крупными. Здание передали доминиканскому монастырю, только после войны 1648—1654 годов: в 1659 году его вернули православной церкви. Около 1672 года к западной части храма добавили восьмигранную башню под барочным куполом-фонариком с высоким шпилем.
В 1700—1702 годах при очередной перестройке в соборе появились колокольня и коллегиум. В начале XVIII века храм был пятикупольным.
В 1857 году собор был расширен на восток: апсиды XVII века были разобраны и сложены новые, заменена форма верхов.
Собор был практически разрушен во время Великой Отечественной войны: своды были пробиты при бомбардировках, пожары уничтожили все деревянные перекрытия.
В период 1952—1958 годы собор был отреставрирован в узнаваемых первоначальных (древнерусских) формах под руководством Н. В. Холостенко. Не сохранились галереи и часовни, которые окружали собор (от них уцелели нижние чисти стен и фундаменты), а колокольня-притвор 1672 года была разрушена во время проведения реставрационных работ.
В 1963 году зданию присвоен статус памятник архитектуры республиканского значения под названием Борисоглебский собор с охранным № 812.

## Описание
Борисоглебский собор — яркий пример произведения Черниговской архитектурной школы XII века.
Каменный, оштукатуренный, крестово-купольный, одноглавый, 6-столпный, 3-апсидный храм. С восточной стороны с основному объёму примыкают три апсиды перекрытые куполами. Высота зенита 25 м. Фасады расчленены полуколоннами, украшены декоративными нишами, углы акцентированы лопатками, с внезакомарным завершением каждого прясла. Под закомарами проходит аркатурный фриз. Арочные порталы перспективные, трёхступенчатые. Фасадная пластика тяготеет к романским примерам. Фасад укрывает тонкий слой штукатурки, расчерченного под каменную кладку из квадратов. Сочетание кирпичной кладки с деталями из известняка — характерная черта черниговской архитектуры XII века.
Сохранились остатки аркады-галереи, которая опоясывала храм. Исключительный интерес составляют белокаменные резные фрагменты-капители, найденные во время раскопок.
В северной и южной стенах расположены шесть ниш-аркосолий для княжеских захоронений. В соборе похоронен церковный деятель XVII века Лазарь Баранович. Интерьер украшала фресковая роспись, пол с инкрустированной мозаикой шиферных плит и майоликовых разноцветных плиток. Сохранились серебряные кованные царские врата иконостаса; для их изготовления был использован материал фигуры серебряного идола, обнаруженного в 1700 году во время строительства колокольни коллегиума.
Оригинальный облик храма удалось восстановить только по результатам исследований XX века. Результаты археологической реконструкции позволяют утверждать, что собор был построен из плинфы, сложён в технике порядковой кладки, фасады были оштукатурены белым известковым раствором. Планировка исходила из основного назначения храма — стать усыпальницей черниговским князьям, для чего в южной и северной стенах устроены по три погребальные ниши-аркасолии. Храм покрывал один крупный купол. В непосредственной близости от собора стояли дворец XI века и каменный княжеский терем XII века, к западу также находилась постройка XI века — предположительно, трёхкамерный терем. Собор украшала оригинальная белокаменная резьба, романский характер которой также свидетельствует о работе приглашенной артели ломбардийских мастеров. При раскопках XX века были обнаружены 7 фрагментов капителей с плетёными орнаментами, изображениями собак и волков, дракона и птицы.

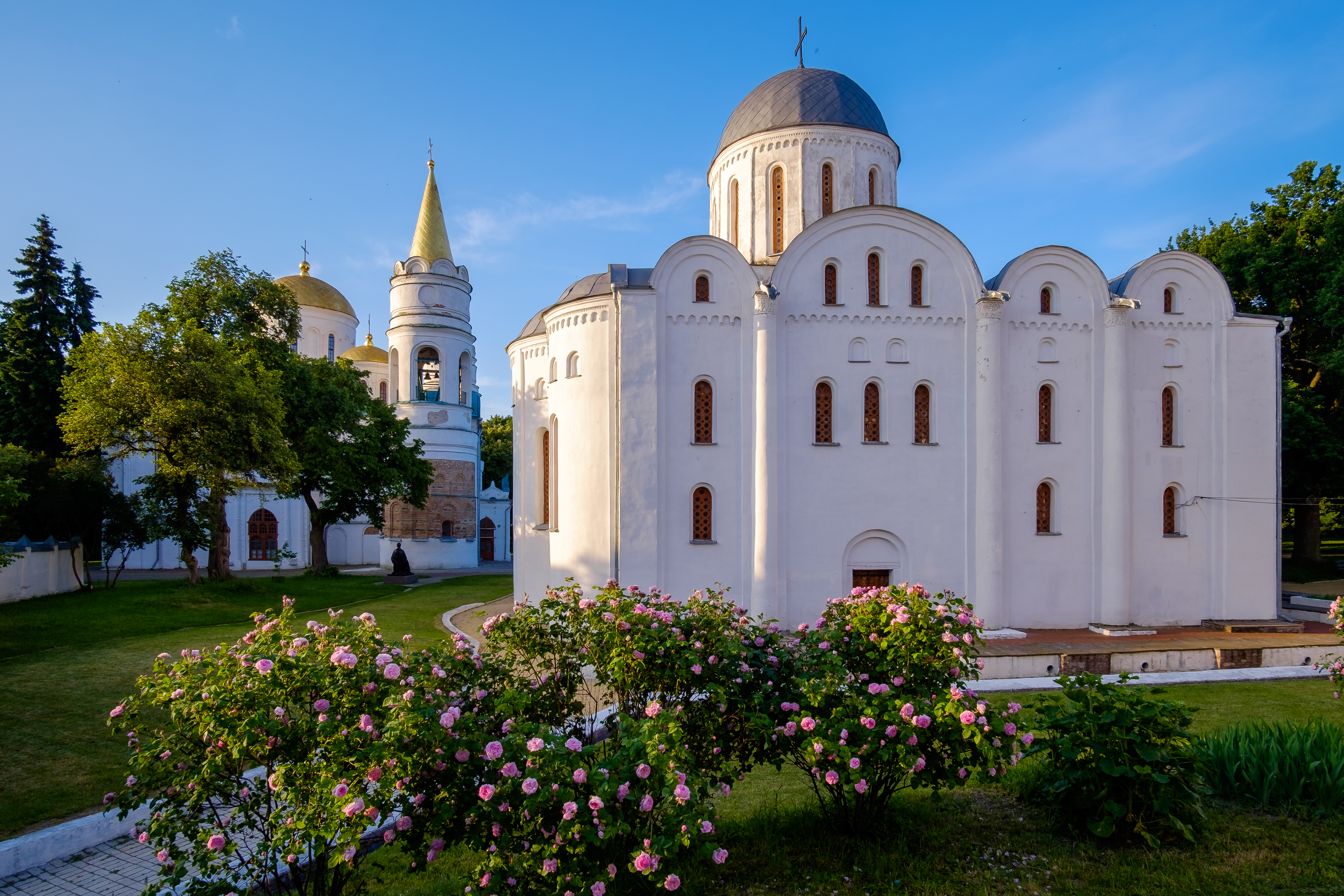
Вид с севера
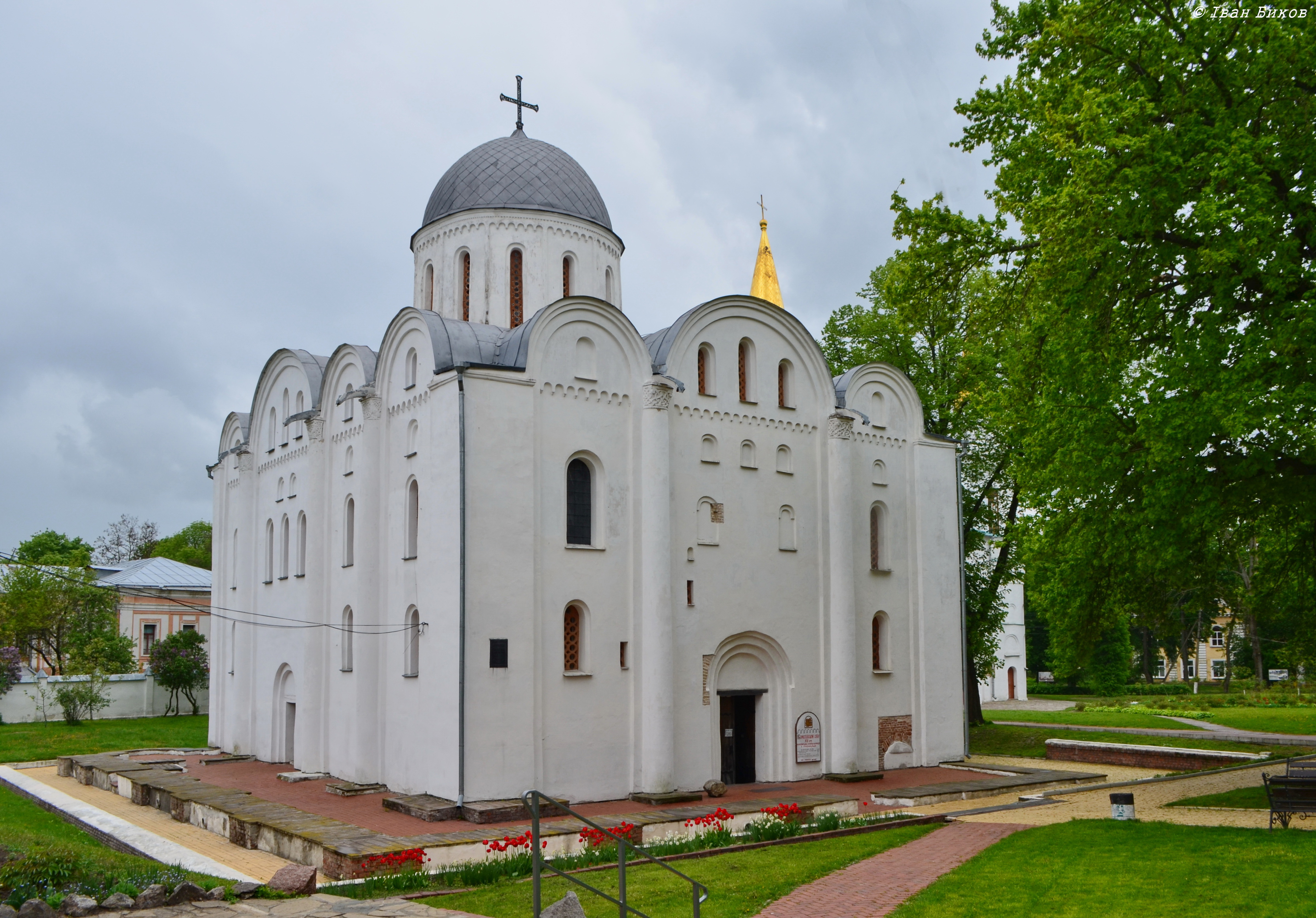
Вид с запада
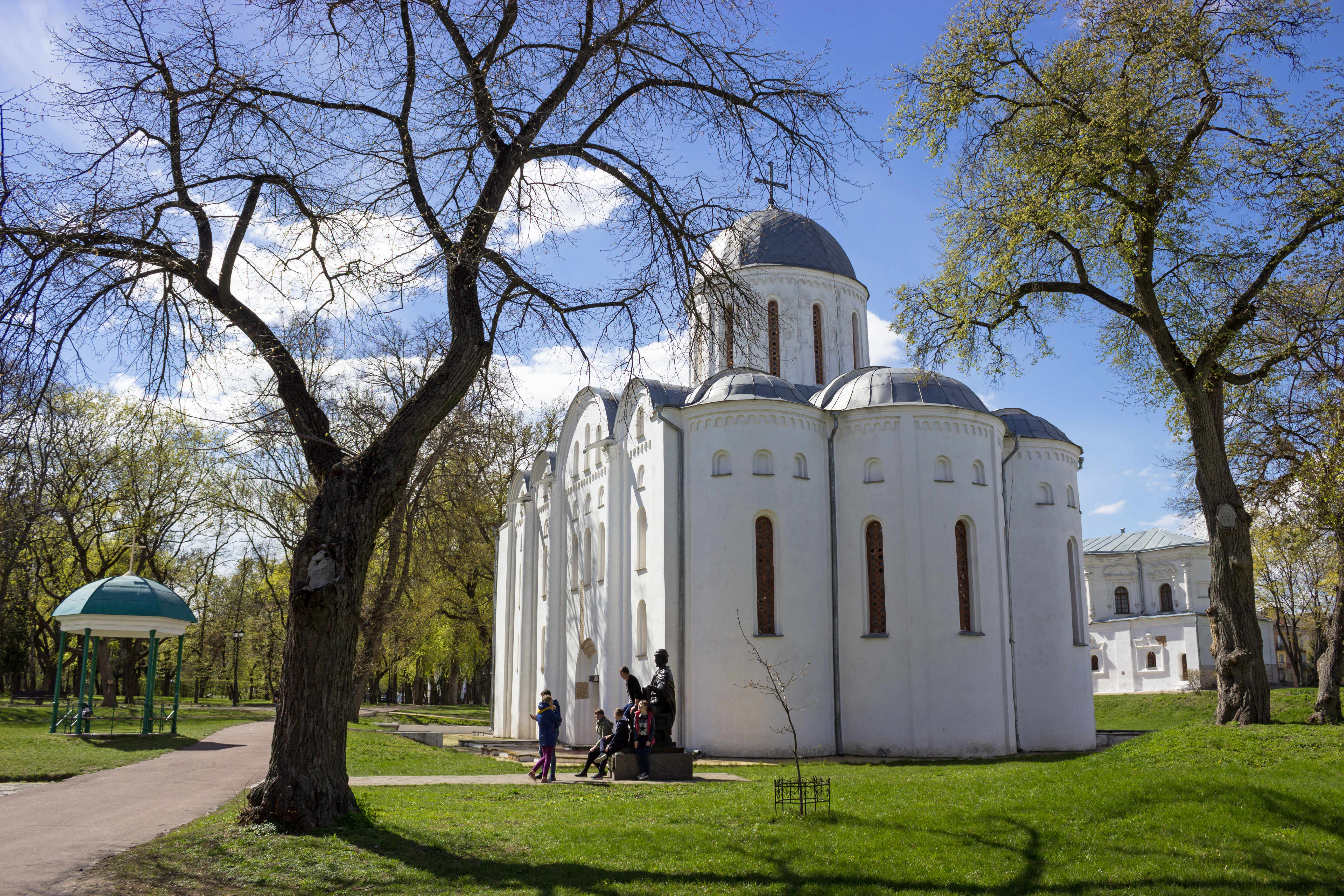
Вид в востока
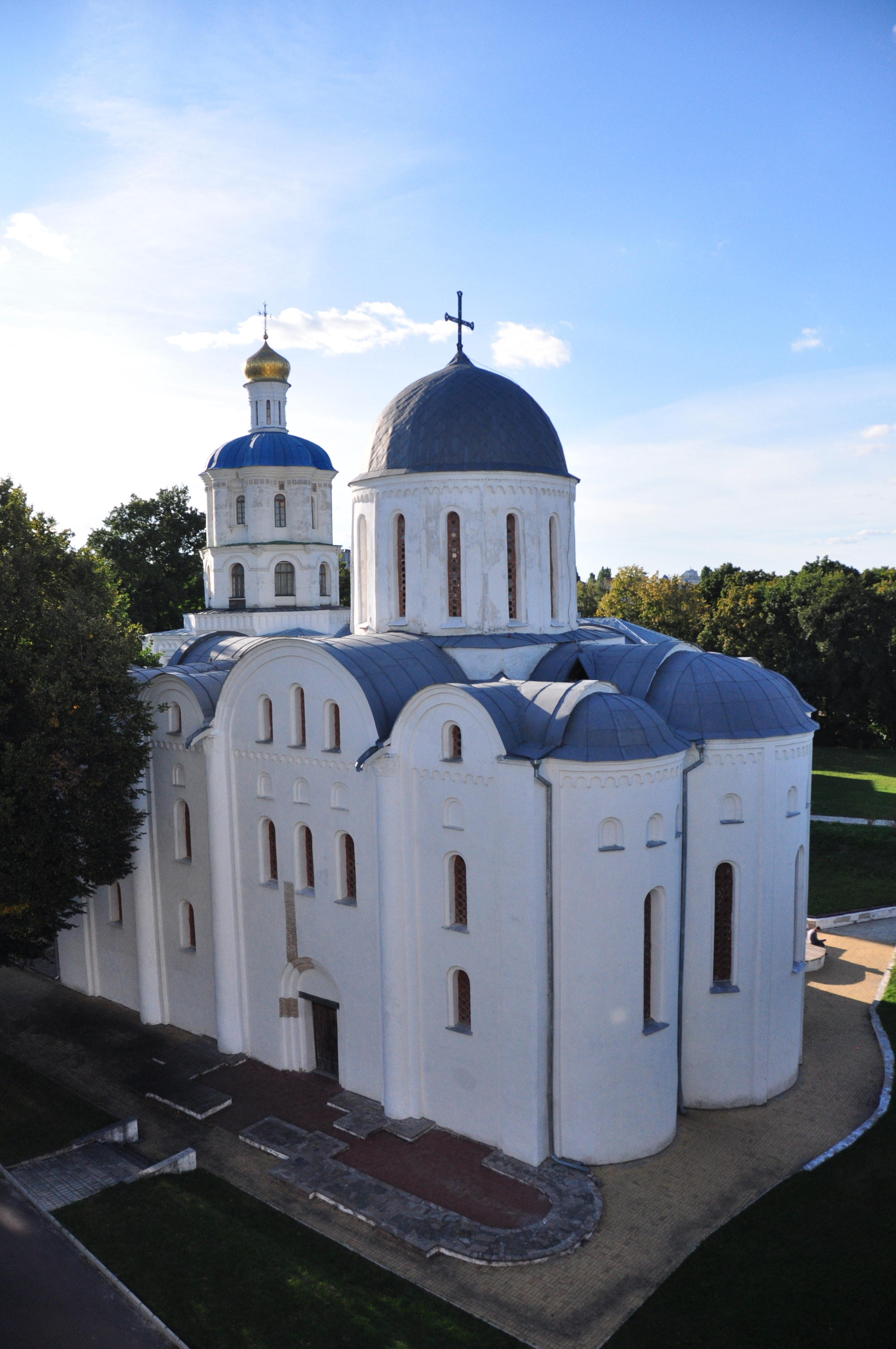
Вид с юго-востока. Рядом с храмом фундамент галереи.
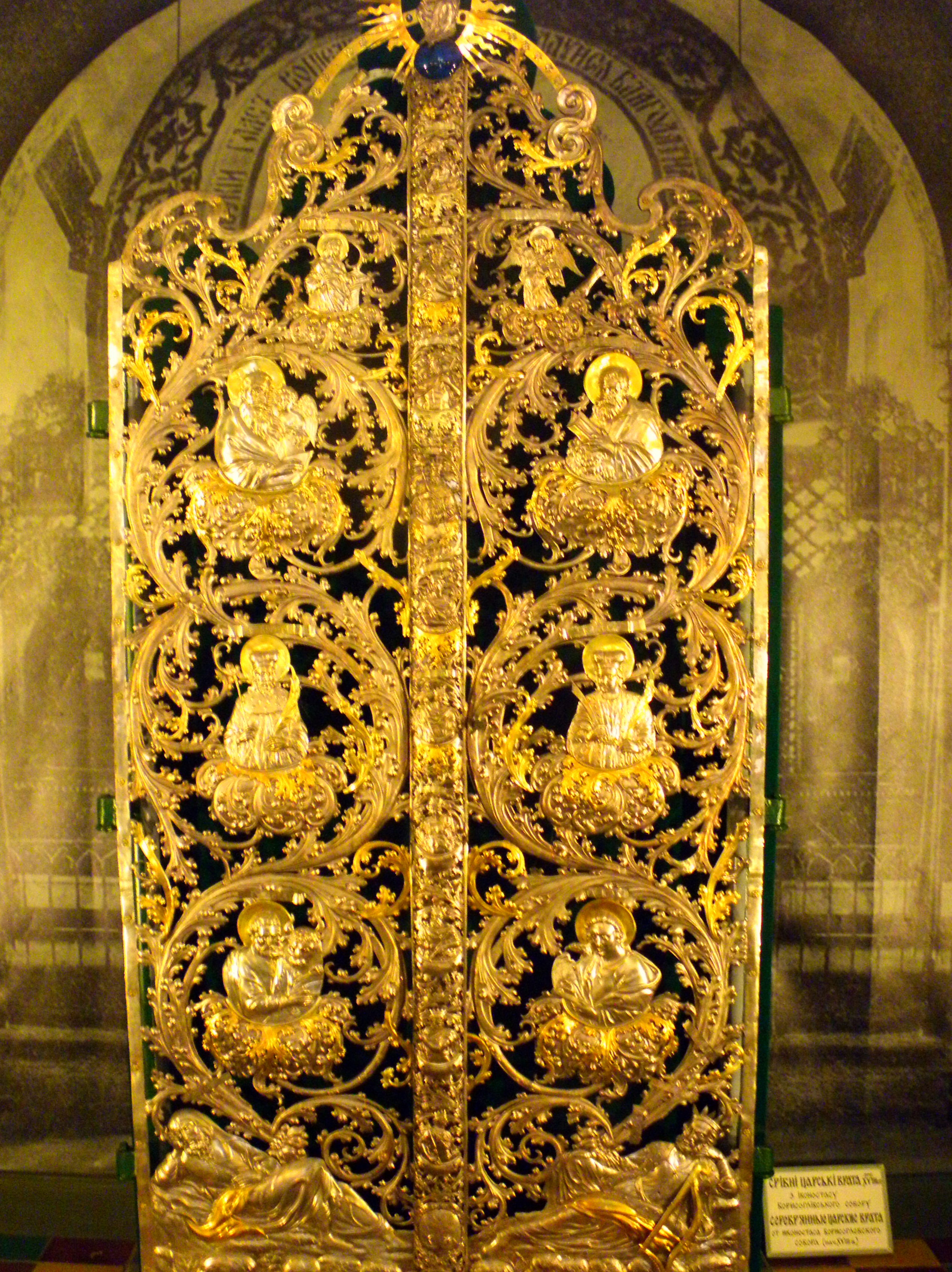
Царские врата